# 赵同乡
赵同乡，是中华人民共和国河北省石家庄市元氏县下辖的一个乡镇级行政单位。

## 行政区划
赵同乡下辖以下地区：
赵同村、毛遗村、池村、墨池村、井下村、北白楼村、龙正村、方里村、高家庄村、西于科村、东于科村、下汪村和野鹿头村。